# تیفانی کیس (جیمز باند)
تیفانی کیس (به انگلیسی: Tiffany Case) شخصیت داستان‌های جیمز باند و رمان الماس‌ها همیشگی‌اند نوشته ایان فلمینگ در سال ۱۹۵۷ است. اقتباس سینمایی از این رمان در فیلمی به همین نام در سال ۱۹۷۱ صورت گرفت و جیل سنت جان نقش تیفانی کیس را به‌عنوان باند گرل در این فیلم به‌تصویر کشید.
تیفانی در رمان الماس‌ها همیشگی‌اند درباره دلیل انتخاب نامش توضیح می‌دهد که موقع تولد، پدرش از دختر بودن او ناامید شده و به مادرش هزار دلار و یک جعبه پودر آرایشی از فروشگاه «تیفانی» هدیه می‌دهد و سپس خانواده را ترک می‌کند. اما در فیلم، او می‌گوید که به‌طور تصادفی و به‌خاطر زایمان زودرس در فروشگاه «تیفانی و شرکا» به دنیا آمده؛ جایی که والدینش در حال انتخاب حلقه ازدواج بودند. جیمز باند هم با طعنه در پاسخ او می‌گوید که خوش‌شانس بوده که در فروشگاه «ون کلیف و آرپلز» متولد نشده.

## سرگذشت در رمان
در رمان ایان فلمینگ، او یک قاچاقچی الماس آمریکایی است که برای The Spangled Mob، یک باند بی رحم آمریکایی که در حال قاچاق الماس از آفریقا از طریق یک خط لوله بین‌المللی است، کار می‌کند. او از یک صدای تلفنی که او را فقط به نام "AB C" می‌شناسد (در واقع جک اسپنگ، یکی از بنیانگذاران اوباش و مدیر عملیات اروپایی آن) دستور می‌گیرد و مراقب پیک‌هایی است که الماس‌ها را از اروپا به آمریکا می‌برند. او همچنین به عنوان فروشنده بلک جک در تیارا، یک هتل و کازینو در لاس وگاس که متعلق به برادر جک، سرافیمو است، کار می‌کند که به عنوان مقر آمریکایی اوباش عمل می‌کند.
باند به عنوان یک کلاهبردار کوچک ظاهر می‌شود تا با تیفانی در لندن ارتباط برقرار کند و از او به‌طور حرفه ای به عنوان دروازه ای برای ورود به خط لوله استفاده می‌کند، حتی اگر علاقه شخصی به او پیدا کند. فلیکس لایتر، آشنا با پیشینه تیفانی، باند را با این واقعیت آشنا می‌کند که او در نوجوانی مورد تجاوز گروهی قرار گرفت و در نتیجه، نفرت او از مردان ایجاد شد. با این وجود او جذب باند می‌شود و این دو در نهایت عاشق می‌شوند.
تیفانی علیه شرکای سابق خود روی می‌آورد و به باند کمک می‌کند از چنگال آنها فرار کند. در رمان، او بعداً توسط وینت و کید در ملکه الیزابت ربوده می‌شود، اما توسط باند نجات می‌یابد.
پس از این ماجراجویی، این دو برای مدت کوتاهی با هم زندگی می‌کنند، اما مانند بسیاری از زنان باند، او با رمان بعدی، از روسیه، با عشق، از زندگی او خارج می‌شود. در این رمان، فلمینگ می‌نویسد که تیفانی برای باند زندگی با او بسیار سخت می‌دید و با یک افسر نظامی آمریکایی به ایالات متحده بازگشت و ظاهراً قصد ازدواج با او را داشت

## سرگذشت در فیلم

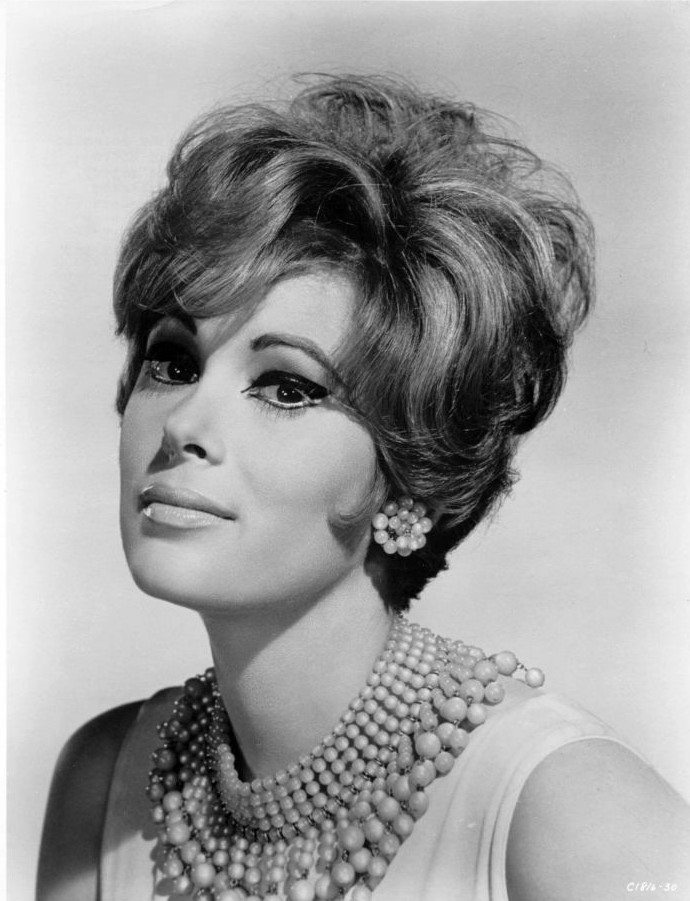
جیل سنت جان نقش تیفانی کیس را در فیلم الماس‌ها همیشگی‌اند ایفا کرد.

در اقتباس سینمایی از رمان الماس‌ها همیشگی‌اند، داستان به‌طور قابل توجهی بازنویسی شد و شخصیت تیفانی (با بازی جیل سنت جان) نیز تغییر اساسی کرد. در این فیلم، او یک قاچاقچی خرده‌پا است که ناآگاهانه برای دشمن جیمز باند، ارنست بلوفلد (با بازی چارلز گری) و سازمان جنایی اسپکتر کار می‌کند. جیمز باند (با بازی شان کانری) خود را به‌جای گانگستری به نام پیتر فرانکس (با بازی جو رابینسون) جا زده و با تیفانی وارد همکاری می‌شود؛ با این هدف که نقش او را در نقشه بلوفلد کشف کند.
تیفانی در ابتدا تصور می‌کند که او و فرانکس قرار است میلیون‌ها دلار به دست آورند؛ اما بعداً درگیر ماجرایی پیچیده‌تر می‌شود؛ چرا که افراد بلوفلد، آقای وینت (با بازی بروس گلوور) و آقای کید (با بازی پاتر اسمیت)، شروع به حذف تمام حلقه‌های زنجیره قاچاق می‌کنند. زمانی که این افراد به اشتباه معشوقه کازینویی جیمز باند، پلنتی اوتول (با بازی لانا وود)، را می‌کشند، تیفانی تصمیم می‌گیرد به باند کمک کند تا مسیر الماس‌های قاچاق‌شده را تا بلوفلد دنبال کند.
در پایان فیلم، تیفانی به باند در شکست دادن بلوفلد کمک می‌کند و آن دو با یک سفر دریایی عاشقانه آمریکا را ترک می‌کنند. در نخستین شب سفر، تلاش نافرجامی برای ترور آن‌ها توسط آقای وینت و آقای کید صورت می‌گیرد و باند آن را خنثی می‌کند. سپس آنها سفرشان را ادامه می‌دهند؛ در حالی که می‌دانند ماهواره بلوفلد با آینه‌ای از جنس الماس در مدار بالای سرشان در فضا در حال گردش است.

## تحلیل و بررسی
بوئل اولفس‌دوتر معتقد است که «شخصیت‌پردازی فلمینگ از تیفانی کیس، هنگام انتقال از رمان به پرده سینما، دچار ضعف شده»؛ در حالی که تیفانی در رمان در قالب زنی «سخت‌کوش، مستقل و مجرد» به تصویر درآمده، شخصیتش در فیلم تضعیف شده است. به عقیده اولفس‌دوتر، ضعیف شدن شخصیت تیفانی به‌خاطر حضور یک شخصیت زن دیگر در داستان با نام پلنتی اوتول بوده:
منکویتز شخصیت زن دومی را به روایت وارد کرد؛ با وجود آن که ظاهر چشمگیر کیس، سبک پوشش زنانه و برجسته‌اش و رفتار مستقل و خوداتکایش به‌وضوح نشان می‌داد که او می‌توانست نقش اوتول را نیز ایفا کند.